# 属尽
属尽（ぞくじん）とは、漢における身分の一つ。皇帝の子孫ではあるが、宗室（広義の皇族）としての資格を失った疎遠な宗族の人々を指す。
漢の皇族（宗室）は属籍に登録されているが、余りにも代数を重ねていくとその後は属籍にも登録されなくなる。具体的には王侯の玄孫までが宗室として扱われ、それ以降は属籍に登録されなくなったその子孫を属尽と呼んだ。

## 解説
属尽が注目されるようになるのは、後漢成立後の建武7年（31年）に光武帝が前漢時代からの宗室への復除（一般の兵役を含めた徭役免除）に加えて属尽の資格者に対しても復除を認めたことによる。この属尽に対する特権は当時成立して間もない後漢政権を安定させるためにとられた一時的な措置で、光武帝の在位中に廃止されたとみられているが、順帝の永和6年（141年）にこの措置が復活された上に国家から属尽に対する貸銭などの免除も認めた。劉邦による漢の建国から300年以上経ち、宗室の名簿から外れて属尽になっていた劉氏が相当数いたことから、この措置に反発する州郡と措置の適用を求める宗室・属尽との間に対立が生じた。延熹元年（158年）に、宗室を監督する官庁である宗正からの上言を受けた桓帝は翌2年（159年）に詔を出して改めて属尽に対する復除を命じるとともに当時の宗室に認められていた更賦・算賦・雑税の免除も認めた。これは、中央・地方にいる宗室と宗正、地方の属尽者らによる働きかけがあったことによると考えられている。
山田勝芳はその恩恵を受けた属尽の典型として蜀漢の皇帝となる劉備を挙げる。『三国志』の先主伝を信じれば、彼は中山靖王劉勝の子で陸城亭侯を免じられた劉貞の末裔とされる。劉貞が免ぜられたのは前漢の元鼎5年（紀元前112年）とされ、約300年後（9世代前後）の子孫である劉備は属尽であった可能性が高いとする。劉備が幼い頃に同宗（同族）の子供と遊んだエピソードや同宗である劉元起から学資を得て盧植の下で学問を学んだという逸話は、属尽である同宗の集住や学資の支援などを通じてその団結を強め、劉氏の末裔であることを官吏や他の人々に明示するとともに、属尽としての免税などの特権を守ろうとした属尽者としての対応であったと考えられている。山田はこれらの逸話は史書における劉備の出自につきまとう宗室の出であるという不確かさに対して、属尽であっても宗室の家に連なる者であったことを確認できる証明になるとしている。